# 팽도리
| 번호: 393 | 타입: 물 | 진화전: 없음 | 진화후: 팽태자 / 엠페르트 |

팽도리(Piplup, 일본어: ポッチャマ 폿챠마[*])는 포켓몬스터 시리즈에 등장하는 가공의 캐릭터이다.

## 특징
황제펭귄을 모티브로 제작되었다. 

## 애니메이션에서 팽도리

### 빛나의 팽도리
- 《포켓몬스터 DP》1화에서 불꽃숭이와 먹이로 인해 싸워 숲으로 도망친 이후, 아리아도스의 거미줄에 걸리게 된다. 빛나가 팽도리를 구한 뒤, 호수에서 전설의 포켓몬을 보게 된다. 이에 따라 빛나는 팽도리를 선택하게 된다. 성우는 코자쿠라 에츠코, 이영란.[1]
- 빛나의 팽도리는 자존심이 강해 남에게 먹이를 얻는 것을 싫어한다.
- 처음에는 몬스터볼에 들어가 있는 경우가 많아서, 팽도리가 나오지 않는 에피소드도 있었으나, DP 62화부터는 몬스터볼에 들어가 있는 경우가 콘테스트 등장시 외에는 적기 때문에, 팽도리는 매회 등장하게 된다.
- 《포켓몬스터 DP》 122화에서 빛나의 팽도리가 진화할 예정이었으나, 팽태자로 진화하는 것을 거부하기 때문에, 변함없는 돌을 써서 진화를 늦추었다.
- 《포켓몬스터 DP》 157화 이후, 지우의 딥상어동이 용성군을 쓸 때, 팽도리가 계속 맞게 된다.
- 《포켓몬스터 DP》 92화부터는 정식 주인공으로 승격되었다.

### 그 외의 팽도리
- 빛나의 유치원 동창인 건오도 스타팅 포켓몬으로 팽도리를 선택하였으나, 팽태자로 진화하였고, 《포켓몬스터 DP》174화에서 엠페르트로 최종 진화하였다.
- 용식의 스타팅 포켓몬도 팽도리였는데, 엠페르트로 진화하였다.
- 《포켓몬스터 DP》80화에서 게스트 트레이너의 포켓몬으로 등장하였다.
- 《포켓몬스터 XY》22화에서 가라마을 수족관의 옥상에서 일렬로 등장. 한마리가 유리카의 앞으로 다가오자 일렬의 방향으로 안내해 주었다. 지우는 이때 일행에게 빛나의 자존심 강한 팽도리를 언급하였다.

## 그 외의 팽도리
만화책 《포켓몬스터 스페셜》에서 아가씨(본명은 플라티나 베를릿츠. 통칭 플라티나이지만 DP편에서는 본명을 말할 수 없었다)가 사용, 영원시티에서 훈련중에 진화한다.

## 같이 보기
- 포켓몬스터
- 포켓몬의 목록